# Nordmann (Name)
Nordmann ist ein Familienname, der vor allem im deutschsprachigen und skandinavischen Raum vorkommt. 

## Häufigkeit in Deutschland
Im Jahre 2002 enthielt das Telekommunikationsverzeichnis der DeTeMedien rund 1700 Einträge für den Namen Nordmann.

## Namensträger
- Achilles Nordmann (1863–1927), Schweizer Arzt und Historiker
- Alexander von Nordmann (1803–1866), finnischer Naturwissenschaftler
- Alfred Nordmann (* 1956), deutscher Philosoph
- Aloys Nordmann (1921–1944), deutscher Katholik und Widerständler
- Berthold Nordmann (1926–2013), deutscher Fußballspieler
- Carl Nordmann (1849–1922), deutscher Architekt
- Christian Gebhard Nordmann (1755–1823), deutscher Landwirt
- Constantin Nordmann (1805–1889), Maurermeister und Architekt
- Daniel Nordmann (* 1955), Schweizer Manager
- Doris Nordmann (* 1954), deutsche Architektin, Finanzbeamtin und politische Beamtin
- François Nordmann (* 1942), Schweizer Diplomat
- Gerhard Nordmann (1913–1996), deutscher Politiker (CDU)
- Hans Nordmann (Ingenieur) (1879–1957), deutscher Eisenbahn-Ingenieur
- Hans Nordmann (Maler) (* 1940), deutscher Maler und Grafiker
- Heinrich Gottlieb Nordmann (1818–1895), deutscher Gutsherr und antisemitischer Autor (unter dem Pseudonym H. Naudh)
- Heinz Nordmann (1893–1945), deutscher Vizeadmiral
- Hermann Nordmann (Politiker) (1880–1962), deutscher Kommunalpolitiker und Bürgermeister
- Hermann Nordmann-Burgau (1868–1933), deutscher Vizeadmiral der Kaiserlichen Marine
- Ingeborg Nordmann (* 1941), deutsche Literaturwissenschaftlerin
- Joseph Armand von Nordmann (1759–1809), österreichischer General in den Napoleonischen Kriegen
- Jean Nordmann (Kaufmann) (1908–1986), Schweizer Kaufmann und Präsident des Schweizerischen Israelitischen Gemeindebundes
- Jean-Thomas Nordmann (* 1946), französischer Politiker, MdEP und Historiker
- Johann Nordmann (1820–1887), österreichischer Schriftsteller und Journalist
- Karin Nordmann (* 1948), Skagen-Künstlerin, Schmuckdesignerin, Bernsteinforscherin

- Karl-Gottfried Nordmann (1915–1982), deutscher Jagdflieger und Ritterkreuzträger
- Karl Ludwig Nordmann (1778–1848), deutscher Domänenpächter und Tierzüchter
- Ludwig Heinrich Nordmann (1755–1813),  königlich-preußischer Gouvernements-Auditeur zu Magdeburg, preußischer Kriegsrat, fürstlich Anhalt-Schaumburgischer Kammerrat zu Hoym im Schaumburgischen
- Luise Nordmann (1829–1911), Berliner Original, genannt Harfenjule
- Lutz Nordmann (* 1957), deutscher Sportwissenschaftler
- Marcel Nordmann (1890–1948), deutscher Jurist, Verwaltungsbeamter und Politiker (SPD)
- Martin Nordmann (1895–1980), deutscher Mediziner und Pathologe
- Moïse Nordmann (1809–1884), französischer Rabbiner
- Otto Nordmann (1876–1946), deutscher Chirurg
- Patrick Nordmann (1949–2022), Schweizer Journalist, Radiomoderator und Komiker
- Reinhold Nordmann (* 1948), deutscher Fußballspieler
- Richard Nordmann (1866–1922), deutsche Schauspielerin und Schriftstellerin, siehe Margarete Langkammer
- Roger Nordmann (Journalist) (1919–1972), Schweizer Journalist, Mitbegründer der Glückskette
- Roger Nordmann (Politiker) (* 1973), Schweizer Politiker
- Sebastian Nordmann (* 1971), deutscher Musikwissenschaftler und Intendant
- Theodor Nordmann (1918–1945), deutscher Stuka-Pilot und Ritterkreuzträger
- Ursula Nordmann-Zimmermann (* 1943), Schweizer Juristin

Fiktive Personen:
- Ola und Kari Nordmann, Otto Normalverbraucher/Mustermann auf Norwegisch